# Pantani della Sicilia sud orientale

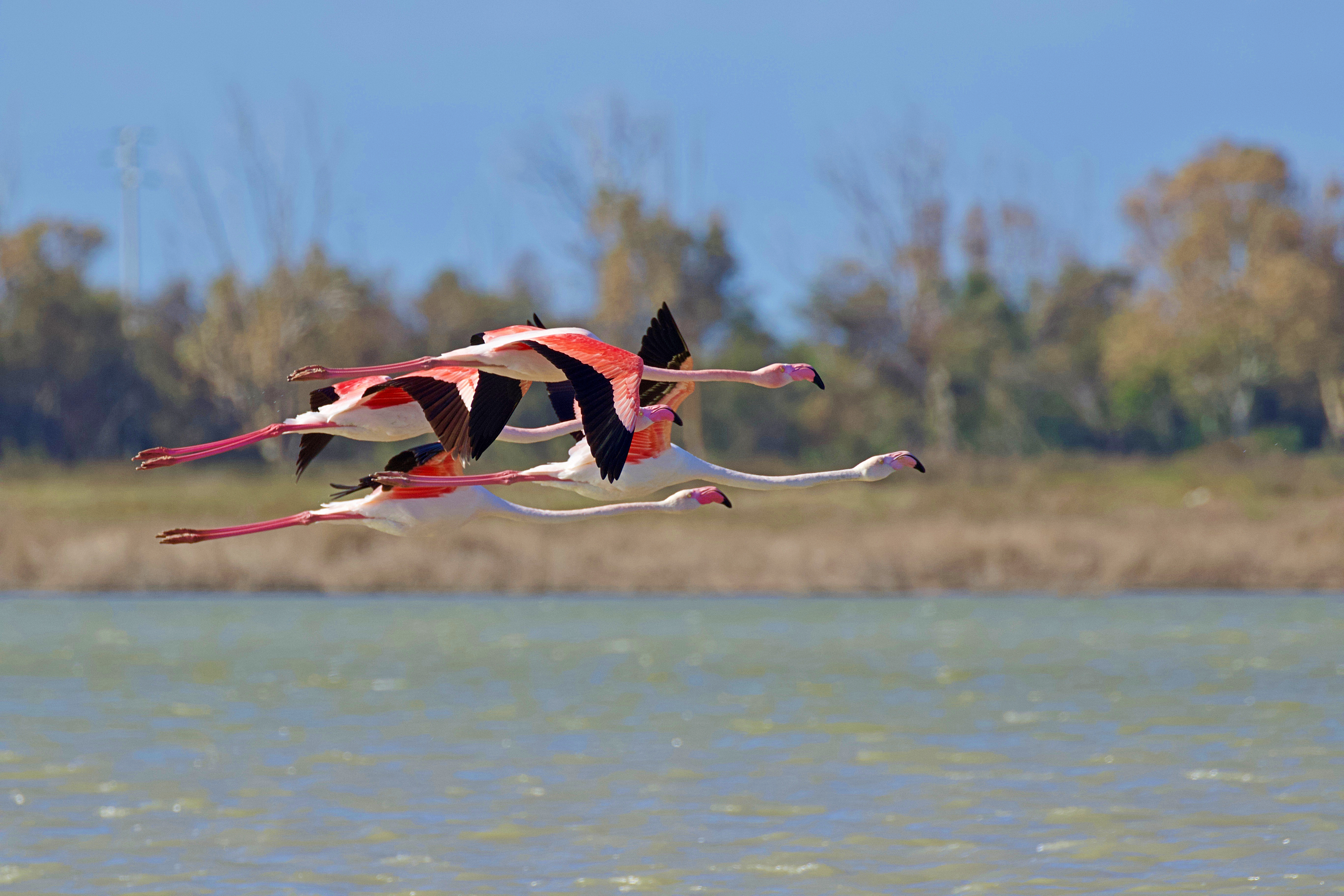
Rosaflamingos über Pantano Longarini

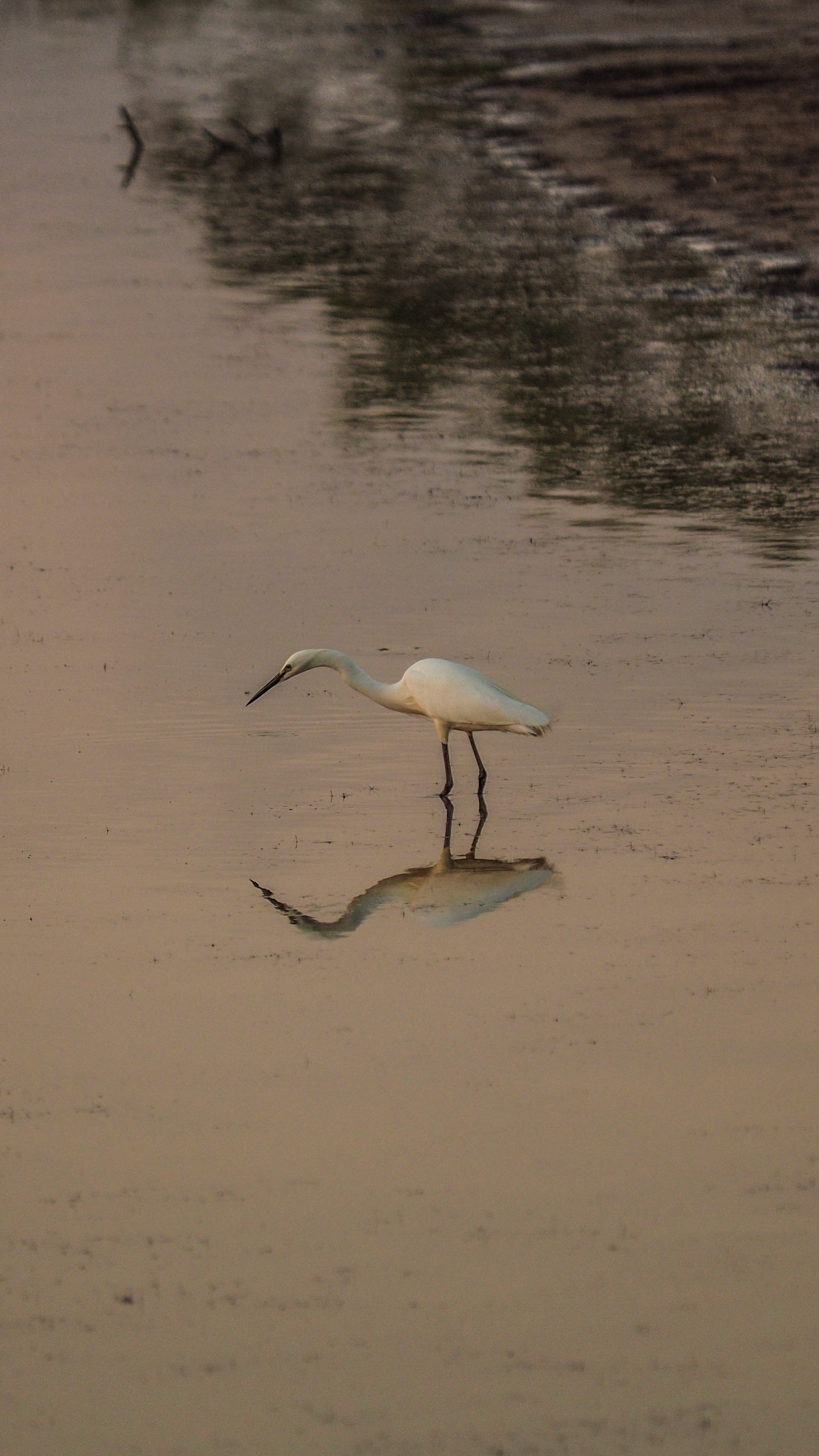
Seidenreiher im Gebiet

Das FFH-Gebiet und Europäische Vogelschutzgebiet Pantani della Sicilia sud orientale liegt an der Südostspitze Siziliens in den Freien Gemeindekonsortien Ragusa und Syrakus. Das etwas mehr als 16 km² große, auf dem Gebiet der Gemeinden Ispica, Noto und Pachino liegende Schutzgebiet gehört seit 1998 dem NATURA 2000-Netzwerk an.

## Beschreibung
Im Schutzgebiet liegen Süßwasser-Lagunen, Feuchtwiesen und Macchie. Im Vogelschutzgebiet befinden sich auch Wiesen, Weiden und Äcker. In riesigen Folientunnel und Gewächshäusern gibt es einen intensiven Anbau von Gemüse mit bis zu jährlich drei Ernten. Ferner liegen auch Weinberge und Streuobstgärten mit Olivenbäumen, Mandelbäumen und weiteren Obstarten liegen im Schutzgebiet.
Nur 100 bis 200 Meter landeinwärts hinter der Mittelmeerküste liegen Süßwasser-Lagunen. Erst Ende des 18. Jahrhunderts ließen langsame Bodenhebungen und Meeresspiegelschwankungen eine lange Dünenreihe entstehen, die den inneren Teil dieser Bucht vom offenen Meer abtrennte. Als Folge dieser Veränderung versumpfte die ehemalige Bucht und bildete die Süßwasser-Lagunen und Sümpfe. Von 1910 bis 1942 wurden die meisten Feuchtgebiete auf Sizilien zur Schaffung neuer landwirtschaftlich nutzbarer Flächen trockengelegt. Vor der Trockenlegung der Feuchtgebiete mitsamt ihren Lagunen gab es im heutigen Westteil des Vogelschutzgebietes 16 Feuchtgebiete mit einer Gesamtfläche von mehr als 4 km². Nach weiteren Trockenlegungen von 1950 bis 1960 blieben nur die drei Feuchtgebiete Pantano Cuba, Pantano Longarini und Pantano Bruno bestehen.
Um 1970 legte der der Eigentümer der Pantani Longarini eine Meeräschen-Zuchtanlage an. Südlich der Lagune wurde ein Kanalsystem angelegt. Diese Kanäle sind etwa 1 km lang und bis zu 12 m breit. Die Kanäle sind durch einen 200 m langen, 1,5 m tiefen und 4 m breiten Kanal mit dem Meer verbunden. Durch diesen Mündungskanal sollten Meeresfische und Krabben das Grabensystem erreichen und so die Geschäftsgrundlage für die Fischzucht schaffen. Die ständige Versandung der Kanalmündung, die heute nur noch in regenreichen Wintern und bei hohem Wasserstand eine Verbindung zum Mittelmeer hat, führten sehr schnell zur Unwirtschaftlichkeit und Beendigung der Fischzucht. In regenreichen Wintern und bei hohem Wasserstand gibt es noch heute eine Verbindung zum Mittelmeer und Meeresfische, Langusten und Krebse können in das Grabensystem und die Lagunen hineinschwimmen. Das wärmere nahrungsreiche Lagunenwasser fördert das Wachstum und die Reproduktionsrate der Fische und Kleinkrebse. Sie bilden zusammen mit Millionen von Muscheln in den Lagunen Pantano Longarini und Pantano Cuba eine reiche Nahrungsbasis für Vogelarten wie Rosaflamingo, Nachtreiher, Kuhreiher, Mittelmeermöwe und für mehr als 60 nord- und mitteleuropäische Zugvogelarten. Das Vogelschutzgebiet ist ein wichtiger Zugvogel-Rast- und Nahrungsplatz entlang der mittleren bzw. zentralen Vogelzugroute vom Mitteleuropa nach Afrika. Es wurden im Gebiet 244 Vogelarten nachgewiesen, darunter seltene Enten-, Gänse-, Singvogel-, Watvogel-, Reiher-, Greifvogel und Storchenarten. Es rasten im Gebiet auf und an den Wasserflächen Arten wie Fischadler, Rohrweihe, Weißstorch, Schwarzstorch, Seidenreiher, Brachvogel, Bekassine, Kampfläufer, Kiebitz, Zwergstrandläufer und Grünschenkel. 74 Vogelarten brüten im Bereich. Für die Arten Marmelente, Moorente und Purpurhuhn ist das Gebiet einer der wichtigsten italienischen Brutplätze. Auch die sehr seltene Kolbenente wurde als Brutvogel festgestellt.
Es kommen auch zahlreiche wassergebundene Insekten wie 27 Libellenarten vor. Dabei fanden Experten die Art Früher Schilfjäger erstmals überhaupt in Sizilien und die Art Wanderlibelle erstmals in Italien. Von 2016 bis 2021 fand man 86 Arten von Spinnen und zwei Arten von Weberknechten im Gebiet. Die Arten Cyrtarachne ixoides, Crustulina guttata, Eratigena fuesslini, Nurscia albomaculata und Tibellus maritimus waren Erstnachweise für Sizilien.
Auch die Sizilianische Sumpfschildkröte und die Leopardnatter kommt vor.
Für das Gebiet der Pantani sind einige endemische und in der Roten Liste der italienischen Flora enthaltene Pflanzenarten wie Limonium pachynense, Aeluropus lagopoides, Althenia filiformis, Triglochin bulbosum subsp. Stretcher, Cressa cretica und Lythrum tribracteatum nachgewiesen.

## Beeinträchtigungen im Schutzgebiet
Neben legaler Vogeljagd wurde auch Vogelwilderei außerhalb der italienischen Jagdzeiten betrieben. In den Weinbergen, Oliven- und Mandelbaumgärten werden auch Singvögel wie Stieglitz, Bluthänfling und Zitronenzeisig mit Lockkäfigen gefangen. Im Schutzgebiet gibt es illegale Müllabladeplätze, wobei auch Sondermüll entsorgt wird. Starkregen im Winterhalbjahr spült Unmengen giftiger Agrarchemikalien und Kunstdünger in die Sümpfe und Lagunen-Uferbereiche. Im zeitigen Frühjahr und Herbst wird nicht genutzte Biomasse und Müll im Schutzgebiet verbrannt. Es kommt zu mutwillig gelegten Bränden, welche Röhricht- und Macchia-Flächen schädigen bzw. zerstören. Ruß und Schadstoffe dieser Brände belasten das Gebiet und auch die Lagunen-Wasserflächen.

## Riserva naturale orientata Pantani della Sicilia Sud-Orientale
Das 2011 von der Autonomen Region Sizilien ausgewiesene etwa 13,85 km² große Schutzgebiet Riserva naturale orientata Pantani della Sicilia Sud-Orientale überschneidet sich mit dem Natura-2000-Gebiet. Davon waren 4,24 km² in Zone A mit strengen Schutzauflagen und 9,60 km² in der Zone B mit wenigen Auflagen. 2015 hob das Regionale Verwaltungsgericht die Einrichtung der Riserva naturale jedoch wieder auf. Gegen die Einrichtung des Naturschutzgebietes hatte das Konsortium Pomodoro di Pachino IGP erfolgreich geklagt, da es trotz bedeutender wirtschaftlicher Interessen bei der Abgrenzung der Riserva naturale nicht konsultiert worden war. Da mit der Ausweisung der Riserva naturale der Bau neuer Gewächshäuser und Folientunnel unmöglich würde, ferner eine allgemeine Unvereinbarkeit zwischen dem traditionellen landwirtschaftlichen Anbau und der Einrichtung des Schutzgebietes bestand. Stattdessen hätte die Riserva naturale einen ökologischen Landbau erfordert. Das Reservat hatte eine Ausdehnung von fast 1400 Hektar und hätte weitgehend zu den 1800 Hektar gehört, die als ein Gebiet für die Produktion von Pachino-Tomaten g.g.A. anerkannt sind. Italienische Umweltschutzverbände haben wiederholt die Neueinrichtung der Riserva naturale gefordert.

## Rechtsstreit um Riserva naturale orientata Pantani della Sicilia Sud-Orientale
Verschiedene Interessensgruppen, die sich durch die Einrichtung des Schutzgebietes tangiert fühlen, haben im Laufe der Jahre mehrere Klagen beim zuständigen Regionalen Verwaltungsgericht in Catania eingereicht. 2017 klagte die Gemeinde Pachino gegen den von der Region vorgelegten Naturschutzplan. Der Bürgermeister bezeichnete den Plan als ungeeignet und schädigend für die Landwirtschaft. Aus dem Plan gehe nicht hervor, mit welchen Beeinträchtigungen die Landwirte zu rechnen haben, beispielsweise was die Einrichtung von Übergangszonen oder die Umstellung auf biologischen Anbau betreffe. Zuvor hatte bereits das Konsortium Pomodoro di Pachino IGP gegen den Plan geklagt. Das Gericht in Catania gab den beiden Klägern in zwei Urteilen im Januar 2018 und Juli 2019 Recht und hob die Einrichtung des FFH-Gebiets und des Europäischen Vogelschutzgebietes auf. Nach Ansicht des Gerichts waren die Mitspracherechte der beiden Kläger bei der Entscheidungsfindung des Planes nicht gewährleistet gewesen.

## Schutzprojekt im Bereich Pantano Cuba und Pantano Longarini
Im Mai 2013 startete die deutsche Stiftung Pro Artenvielfalt ein Natur- und Artenschutz-Großprojekt im Bereich Pantano Cuba und Pantano Longarini. Der wichtigste Geldgeber ist, zusammen mit der deutschen Stiftung, die gleichnamige Schwesterstiftung aus der Schweiz, die das Projekt weitestgehend durch eigenständig generierte Spendenmittel finanzieren. Bis Ende 2024 wurden etwa 392 Hektar, darunter die beiden Süßwasserlagunen Pantano Cuba, Pantano Longarini und angrenzenden Bereiche angekauft. Aus rechtlichen Gründen werden die gekauften Eigentum der deutschen Stiftung Pro Artenvielfalt. Mittel- und langfristig sollen im Bereich Pantano Cuba und Pantano Longarini bis zu 480 Hektar Land angekauft werden. Etwa 75 km nordwestlich liegt das Geloi Wetland im Vogelschutzgebiet Torre Manfria, Biviere di Gela, Piana di Gela e area marina antistante, ein weiteres Schutzprojekt der beiden Stiftungen. Dort sind etwa 68,72 Hektar Land angekauft worden. Im September 2019 begann die Stiftung ein Projekt, dass über LIFE, eine Förderung der EU für Umweltmaßnahmen, gefördert wird. Dieses Projekt dient im Pantani-Feuchtgebietskomplex der Bestandsstärkung einer europaweit vom Aussterben bedrohten Entenart. Auch umfangreichen Grundstückskäufen und deren Biotop-Sanierungs- und Optimierungsmaßnahmen sind im Projekt enthalten. Auch Maßnahmen zur Förderung des Öko-Tourismus aus Italien und dem Rest Europa werden im Projekt durchgeführt. Die Stiftung Pro Artenvielfalt trägt selbst 25 % der Kosten.
Durch Schutzmaßnahmen stieg der Bestand der Rosaflamingos bis 2020 auf 800 Individuen. Auf einem der gekauften Grundstücke der Stiftung stehen 131 Obstbäumen der Obstarten Olive, Maulbeer, Mandel, Orange, Mandarine, Zitrone und Kaki. Die Stiftung pflanzte auf Stiftungsgrundstücken hunderte mediterrane Wildsträucher, Oliven-, Mandel-, Maulbeer- und Johannisbrotbäume. Die Stiftung baute einen 10 km langen Schutzzaun um die Lagunenbereiche Cuba, Longarini und ufernahe Feuchtwiesen. Die Stiftungsgrundstücke wurden von Bergen von illegalem Müll geräumt. Tausende invasive Pflanzen entfernte man systematisch. Die Lagunenufer und ufernahen Wiesen im Eigentum renaturierte die Stiftung. Die Fischwilderei bekämpft man. Die Nutzung der Uferwiesen und Lagunen für Freizeit und Wassersport wurde verboten, um für die Vögel Ruhe im Gebiet zu schaffen. Teile der Weideflächen werden von der Stiftung mit einer lokalen Eselrasse beweidet. Man legte Steinhaufen für Reptilien und andere Arten an. Eine Brutplattform für Weißstörche wurde aufgestellt.
Der Aufkauf der Grundstücke durch die deutsche Stiftung stieß in Sizilien auch auf Kritik. Die Kritiker halten den Verkauf für überflüssig, da die vormals der Region unterstehenden Gebiete bereits von den zuständigen Behörden nach ihrer Ansicht bestens verwaltet wurden. Vielmehr befürchtet man, dass sich hinter dem Kauf wirtschaftliche Interessen ausländischer Investoren verstecken, denen das Naturschutzgebiet nur Mittel zum Zweck ist, wie es auf Sizilien bereits in der Vergangenheit der Fall war.
An der Strada provinciale 44 (SP 44) liegt die Birdwatching – Pantano Cuba e Longarini. Dort sind Betreuer der Stiftung in einem ehemaligen Bauernhof untergebracht. Jedes Jahr gibt es ein drei Monate dauernden Vogelschutzcamp. Zur Zugvogelzeit sind neben den drei örtlichen und bis zu acht ehrenamtlichen auswärtigen Bird Guards im Einsatz um Daten über die Zugvögel zu erfassen und illegale Aktivitäten, insbesondere Wilderei, im Gebiet zu verhindern. Eine Ausstellung ist geplant.
Etwa 75 km nordwestlich liegt mit Geloi Wetland ein weiteres Schutzprojekt der beiden Stiftungen Pro Artenvielfalt mit 180 ha bis 2023 angekauften Landflächen.